# Talisayan
Talisayan is een gemeente in de Filipijnse provincie Misamis Oriental op het eiland Mindanao. Bij de laatste census in 2007 had de gemeente bijna 21 duizend inwoners.

## Geografie

### Bestuurlijke indeling
Talisayan is onderverdeeld in de volgende 18 barangays:
| - Bugdang - Calamcam - Casibole - Macopa - Magkarila - Mahayag - Mandahilag - Mintabon - Pangpangon | - Poblacion - Pook - Punta Santiago - Puting Balas - San Jose - Santa Ines - Sibantang - Sindangan - Tagbocboc |

## Demografie
Talisayan had bij de census van 2007 een inwoneraantal van 20.842 mensen. Dit zijn 883 mensen (4,4%) meer dan bij de vorige census van 2000. De gemiddelde jaarlijkse groei komt daarmee uit op 0,60%, hetgeen lager is dan het landelijk jaarlijks gemiddelde over deze periode (2,04%). Vergeleken met de census van 1995 is het aantal mensen met 1.100 (5,6%) toegenomen.

De bevolkingsdichtheid van Talisayan was ten tijde van de laatste census, met 20.842 inwoners op 140,33 km², 148,5 mensen per km².